# Enrique Wong
Enrique Wong Pujada (Lima, 26 de junio de 1941-Callao, 13 de julio del 2024) fue un médico y político peruano de origen chino. Fue congresista de la república por el Callao para el periodo 2021-2026, desde el 26 de julio del 2021 hasta su fallecimiento el 13 de julio del 2024, y anteriormente durante el periodo 2011-2016. Fue también diputado en 1985 y regidor distrital en 2 ocasiones.

## Biografía
Enrique Wong nació en la ciudad de Lima, el 26 de junio de 1941.
Estudió la primaria en el Colegio República de Bolivia 405 y la secundaria en el Colegio Alfonso Ugarte. Luego estudió la carrera de Medicina en la Escuela Superior de Medicina del Instituto Politécnico Nacional de México y también se tituló como médico cirujano en la Universidad Peruana Cayetano Heredia en el año 1996. Cursó también un estudio postgrado en Medicina Interna en el Instituto Mexicano del Seguro Social, que culminó en el año 1972.
En su actividad relacionada con la medicina, se destaca su condición de gerente general de la Clínica San Vicente, ubicado en el distrito de San Martín de Porres, entre 2003 y 2009.

## Trayectoria política
En la política, Enrique Wong se inicia como militante del Partido Aprista Peruano. En 1980, Wong logra su primer cargo político al ser elegido como regidor del distrito del Callao para el periodo municipal 1981-1983.

### Diputado
En las elecciones del año 1985, Wong postuló por el aprismo a la Cámara de Diputados del Congreso de la República como representante del Callao. Con 21,737 votos, Wong logró resultar elegido como diputado para el periodo parlamentario 1985-1990.
Luego de culminar su gestión como diputado, Wong se apunta como candidato a la alcaldía del distrito de Bellavista por el APRA, sin embargo, no logar ser elegido y decide finalmente renunciar al Partido Aprista Peruano. Luego en 1998, Enrique Wong se integra a Vamos Vecino, movimiento político ligado al presidente Alberto Fujimori, y fue elegido en los comicios municipales como regidor del distrito de San Martín de Porres.
En las elecciones regionales del año 2002, intentó sin éxito ser consejero del Gobierno Regional del Callao por el movimiento regional Chim Pum Callao de Álex Kouri , donde no resultó elegido. Luego en el año 2004, Wong se afilió a Justicia Nacional, partido político de Jaime Salinas, y postuló nuevamente al Congresista de la República sin resultar elegido. Tampoco tuvo éxito en su candidatura a la alcaldía del Callao en 2010, donde fue vencido por Juan Sotomayor.

### Congresista
En las elecciones generales del 2011, Wong se integra al partido Perú Más de Pedro Pablo Kuczynski y postuló por tercera vez al Congresista de la República por la lista chalaca de Alianza por el Gran Cambio, coalición política conformada por los partidos Alianza para el Progreso, Restauración Nacional, el Partido Humanista Peruano y el Partido Popular Cristiano. Finalmente, Enrique Wong en nuevamente elegido como congresista de la república por el Callao, obteniendo 17,574 votos, y fue juramentado para el periodo 2011-2016.
Durante su labor parlamentaria, fue secretario de la Comisión de Salud (2011-2013) y presidente de la Comisión de Fiscalización (2014-2015). Fue también vicepresidente de la Comisión Especial encarga de investigar la gestión del segundo gobierno de Alan García por el Caso ‘Narcoindultos’.
En julio del 2013, Enrique Wong anunció su renuncia a la bancada de Alianza por el Gran Cambio para luego integrarse a la bancada de Solidaridad Nacional, donde fue uno de sus vocero políticos.
Culminando su gestión, Wong intentó su reelección al Congreso en las elecciones parlamentarias del 2016 por la Alianza Solidaridad Nacional, sin embargo, el partido retiró sus listas de candidatos ante la falta de apoyo en la contienda electoral.
En el año 2017, Enrique Wong junto con José Luna Gálvez fundaron el partido político Podemos Perú, esto debido a la renuncia de Luna de Solidaridad Nacional. Ese mismo año, Wong fue designado por Luna como secretario general del partido.
Para las elecciones regionales del 2018, intentó postular a la presidencia del Gobierno Regional del Callao por Podemos Perú, donde no resultó elegido. De igual manera, en las elecciones parlamentarias del 2020, donde tampoco tuvo éxito en su cuarta candidatura al Congreso de la República.
En las elecciones del año 2021, Enrique Wong postuló por quinta vez a Congreso de la República y logró salir elegido como congresista de la república para el periodo 2021-2026.
El 26 de julio del mismo año, Wong fue elegido como segundo vicepresidente de la Mesa Directiva bajo la presidencia de Maricarmen Alva para el periodo legislativo 2021-2022. Fue también vocero alterno de la bancada de Podemos Perú.
El 30 de marzo del 2023, Wong fue suspendido del parlamento por 120 días por una presunta intervención en la designación de su asesor parlamentario Manuel Talavera en el directorio de la Empresa Nacional de Puertos (Enapu).

## Fallecimiento
El 13 de julio del 2024, Enrique Wong falleció a los 83 años de edad en su residencia en el distrito de Bellavista en el Callao. Su deceso se debió a que días antes Wong anunció que padecía de un cáncer de páncreas. Posteriormente sus restos fueron velados y enterrados en el Cementerio Jardines de la Paz en el distrito de La Molina. Wong fue homenajeado por diversas personalidades, entre ellos su amigo y líder del partido Podemos Perú, José Luna Gálvez, por el presidente del Congreso Alejandro Soto, el primer ministro Gustavo Adrianzén y por diversos congresistas.